# Южненское сельское муниципальное образование
Ю́жненское се́льское муниципа́льное образова́ние — муниципальное образование в Городовиковском районе Калмыкии. Административный центр — посёлок Южный.

## География
СМО расположено в восточной части Городовиковского района, на периферии Ставропольской возвышенности, плавно переходящей к низменностям Кумо-Манычской впадины (в пределах СМО — к лиману Малый Бурукшун). В юго-западной части СМО создано Городовиковское водохранилище. На территории СМО расположены Ленинское лесничество и памятник природы регионального значения — Цоросовская лесная роща.
СМО граничит на востоке и юге со Ставропольским краем, на северо-западе с Яшалтинским районом (Эсто-Алтайское СМО), на севере — с Виноградненским СМО, северо-западе — с Ростовской областью, на западе — с Городовиковским ГМО, на юго-западе — с Розентальским СМО.
Территорию СМО пересекают автодороги Городовиковск-Тахта и Городовиковск-Яшалта.

## Население
| 2002  | 2010  | 2011  | 2012  | 2013  | 2014  | 2015  |
| ----- | ----- | ----- | ----- | ----- | ----- | ----- |
| 1441  | ↘1209 | ↘1204 | ↘1147 | ↘1101 | ↘1084 | ↘1055 |
| 2016  | 2017  | 2018  | 2019  | 2020  | 2021  |       |
| ↗1062 | ↘1035 | ↘1003 | ↘993  | ↘968  | ↘847  |       |

### Национальный состав
По данным Всероссийской переписи населения 2010 года:
| Национальность | Численность (чел.) | Процентное соотношение |
| -------------- | ------------------ | ---------------------- |
| Калмыки        | 958                | 79,24%                 |
| Русские        | 203                | 16,79%                 |
| Другие         | 48                 | 3,97%                  |
| Всего          | 1 209              | 100,00%                |

## Состав сельского поселения
| № | Населённый пункт | Тип населённого пункта          | Население |
| - | ---------------- | ------------------------------- | --------- |
| 1 | Амур-Санан       | посёлок                         | ↘225      |
| 2 | Бурул            | посёлок                         | ↘153      |
| 3 | Цорос            | посёлок                         | ↘118      |
| 4 | Шин-Бядл         | посёлок                         | ↘182      |
| 5 | Южный            | посёлок, административный центр | ↘521      |